# Ito En
Az Ito En, Ltd. (株式会社伊藤園; Hepburn: Kabushiki Gaisha Itō En) (TYO: 2593) japán multinacionális üdítőitalgyártó-cég, amely elsősorban teakészítmények gyártására, forgalmazására és eladására szakosodott. Az Ito En a legnagyobb zöld tea-forgalmazó Japánban. Az Ito En csoport japán, amerikai és ausztrál leányvállalatokat is magába foglal. Termékeik között megtalálhatóak az édesítőszermentes palackozott zöld teák és a szálas teák is. Az Ito En Japán negyedik legnagyobb üdítőital-gyártója a The Coca-Cola Company, a Suntory és Kirin Beverage után.

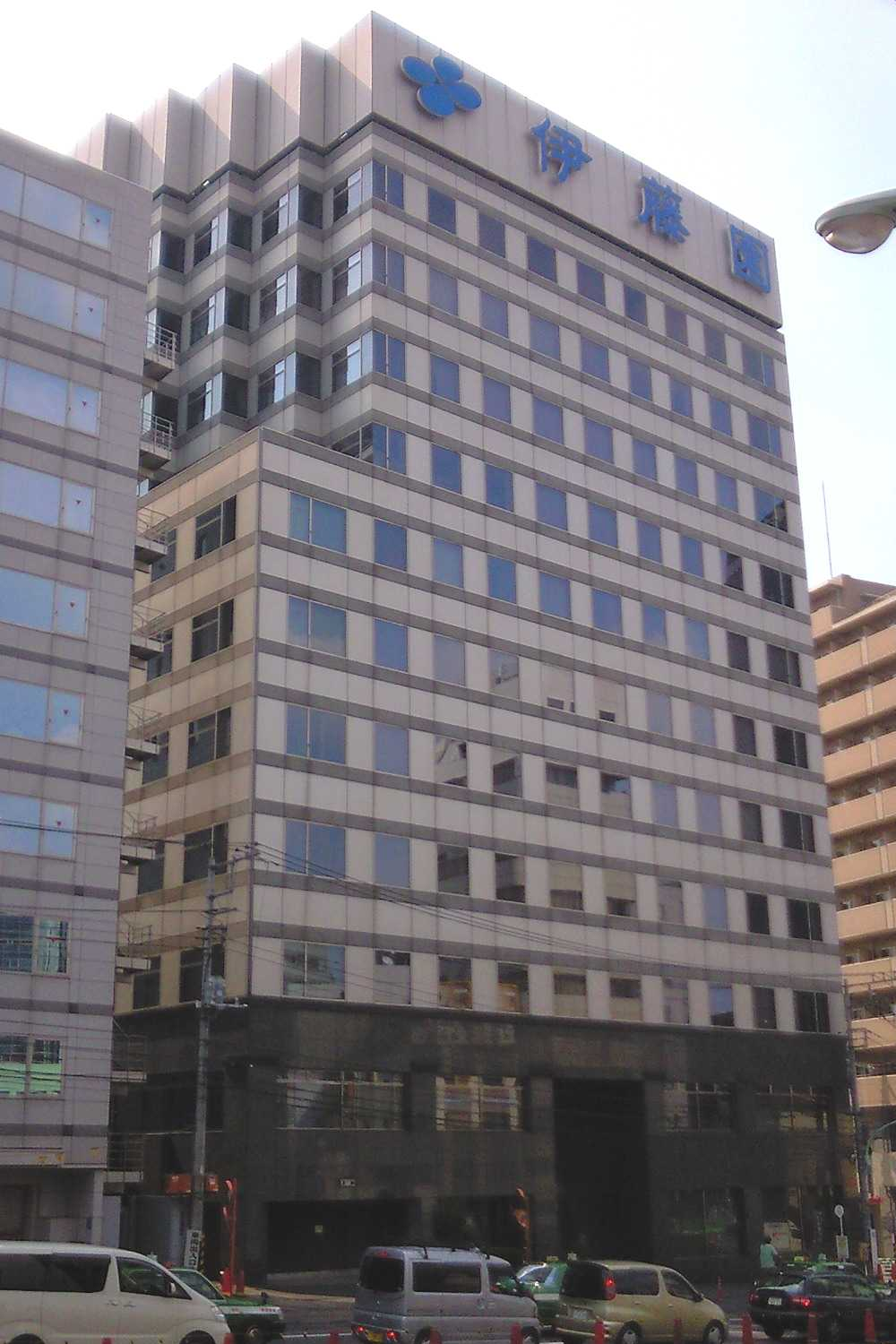
Az Ito En székhelye

## Ito En (North America) Inc.
Az Ito En (North America) Inc.-et 2001 májusában alapították és ezzel párhuzamosan be is lépett az üdítőital kis- és nagykereskedelem, illetve éttermi forgalmazásába. 2002-ben az Ito En észak-amerikai fő termékvonalaként elindították a Teas’ Leaf édesítőszermentes palackozott tea termékvonalukat.
A cég forgalmazza a hawaii Aloha Maid szénsavmentes üdítőitalt, a helyi Hawaiian Sun italok riválisát is.